# Campo Elías (Venezuela)
Pour les articles homonymes, voir Campo Elías.
Campo Elías est une ville de l'État de Trujillo au Venezuela, capitale de la paroisse civile de Campo Elías et chef-lieu de la municipalité de Juan Vicente Campo Elías.